# Brottsplats London
Brottsplats London är en bokserie av Fiona Kelly. Böckerna handlar om polisaspiranten Maddie Cooper och hennes kolleger.

## Böcker i serien
- 2002 - En hämnares plan ISBN 91-32-14361-3
- 2002 - Bomben ISBN 91-32-14362-1
- 2002 - Bakom fiendens linjer ISBN 91-32-14363-X
- 2002 - Farligt spel ISBN 91-32-14360-5
- 2003 - Hot inifrån ISBN 91-32-14441-5
- 2003 - Ett livsfarligt uppdrag ISBN 91-32-14440-7
- 2004 - Dödligt vatten ISBN 91-32-14568-3
- 2004 - Kasino Nummer 13 ISBN 91-32-14569-1